# Alf Clausen
Alf  Faye Heiberg Clausen (Minneapolis, 28 marzo 1941 – Los Angeles, 29 maggio 2025) è stato un compositore statunitense.

## Biografia
Divenne noto principalmente per aver lavorato in molti episodi de I Simpson, di cui fu l'unico compositore dal 1990 al 2017. Clausen compose o orchestrò musiche per più di trenta film e produzioni televisive, tra cui Saranno famosi, Moonlighting, Una pallottola spuntata, ALF e Una pazza giornata di vacanza.
Alf Clausen studiò musica alla North Dakota State University, alla University of Wisconsin e alla Berklee College of Music di Boston.
Nel corso della sua carriera ottenne ventisette nomination agli Emmy Award vincendone due (nel 1997 e nel 1998) per I Simpson. Sempre per il suo lavoro ne I Simpson, vinse anche otto ASCAP Award e cinque Annie Awards.